# Meronimia
Meronimia (z gr. meros = część i onoma = nazwa) – asymetryczna relacja semantyczna używana w językoznawstwie. Mianem meronimu określa się część składową lub fragment większej całości, holonimu. Tak więc,
X jest meronimem Y jeśli X(-y) są częściami lub członami Y(-ów)
Na przykład palec jest meronimem ręki, a koło jest meronimem samochodu.
W wielu przypadkach, meronimia jest relacją przechodnią, co oznacza, że element A będący meronimem większego elementu B, jest jednocześnie meronimem większej całości C, jeśli w jej skład wchodzi B. Na przykład, jeśli Jan ma bliznę na łokciu, wiadomo też, że Jan ma bliznę na ramieniu. Jednak chociaż ta prawidłowość występuje w wielu podobnych sytuacjach, nie jest ona cechą uniwersalną meronimii, i tak na przykład, jeśli każde drzwi mają klamkę, a dom ma czworo drzwi, nie można powiedzieć, że dom ma cztery klamki.